# Teatro della Società dei Concordi
Il Teatro della Società dei Concordi è un teatro situato ad Acquaviva, una frazione di Montepulciano.

## Storia e descrizione
Il teatro con la sua sala rettangolare con galleria e una ricca decorazione in stile liberty fu inaugurato nel luglio del 1908 su progetto degli architetti per conto della Società dei Concordi. Quest'ultima si era costituita nel 1905 con finalità assistenziali e di valorizzazione della cultura e del teatro popolare. Il nuovo teatro infatti doveva servire oltre che per l'allestimento di spettacoli anche per ospitare le diverse associazioni presenti nel paese.
A causa del primo conflitto mondiale e, successivamente, della morte dei suoi benefattori più importanti, i conti Bastogi, il teatro subì un periodo di decadenza e di stasi.
Trasformato in cinematografo intorno agli anni trenta sotto la gestione dell'Opera Nazionale Dopolavoro, nel secondo dopoguerra venne concesso all'ENAL e dal 1969 non venne più utilizzato per il suo pessimo stato di conservazione. Nel 1980 è stato acquistato dal Comune di Montepulciano che subito dopo ha avviato un piano di recupero su progetto dell'architetto Enzo Contini di Acquaviva.
Oggi il teatro non solo risponde alle esigenze e alla domanda culturale dell'area comunale in cui è ubicato, ma costituisce un prezioso spazio per la stagione estiva promossa dal Comune di Montepulciano e che ha il suo evento principe nel Cantiere Internazionale d'Arte.